# Leonz Fischer
Leonz Fischer (* 25. November 1874 in Merenschwand; † 13. Dezember 1953 ebenda) war ein Schweizer Politiker (CVP).

## Biografie
Leonz Fischer wurde am 25. November 1874 als Sohn des Landwirts Im Gut Maximilian Fischer in Merenschwand geboren. Nach dem Besuch der Bezirksschule in Muri wurde Fischer Landwirt Im Gut. Daneben agierte er als Fertigungsaktuar sowie in den Jahren 1903 bis 1943 als Betreibungsbeamter. Dazu war Fischer von 1901 bis 1953 Mitglied der Kirchenpflege, davon 1930 bis 1953 als Präsident. Des Weiteren fungierte er von 1903 bis 1953 als Mitglied der Schulpflege, davon 1917 bis 1953 als Präsident. Ferner amtierte er von 1908 bis 1953 im Verwaltungsrat der Spar- und Leihkasse Oberfreiamt, in der Präsidentenfunktion von 1952 bis 1953, von 1919 bis 1953 als Präsident der Milchverwertungsgenossenschaft von Merenschwand, von 1928 bis 1953 als Mitglied der Kontrollkommission VOLG in Winterthur, mit der Präsidentschaft von 1937 bis 1953, sowie von 1929 bis 1953 als Präsident der Freiämter Mosterei Muri.
Leonz Fischer, der mit Berta, geborene Stehli, verheiratet war, verstarb am 13. Dezember 1953 im Alter von 79 Jahren in Merenschwand.

## Politische Laufbahn
In den Jahren 1905 bis 1921 wirkte Fischer als Gemeindeammann. Danach agierte er von 1921 bis 1953 als Bezirksrichter. Daneben leitete er von 1913 bis 1933 als Präsident die katholisch-konservative Bezirkspartei. Dazwischen wurde Fischer im Jahre 1924 zu einem der Mitbegründer des katholischen Bauernbundes. Dazu war er von 1916 bis 1945 im Aargauer Grossen Rat vertreten. Darüber hinaus sass er von 1934 bis 1947 als Bauernvertreter, Mitglied der Hotelsanierungs-, Begnadigungs- und Alkoholkommission im Nationalrat.

## Weblink
- Anton Wohler: Fischer, Leonz. In: Historisches Lexikon der Schweiz.

| Personendaten    | Personendaten             |
| ---------------- | ------------------------- |
| NAME             | Fischer, Leonz            |
| KURZBESCHREIBUNG | Schweizer Politiker (CVP) |
| GEBURTSDATUM     | 25. November 1874         |
| GEBURTSORT       | Merenschwand              |
| STERBEDATUM      | 13. Dezember 1953         |
| STERBEORT        | Merenschwand              |